# Oroszlán-szikla
L'Oroszlán-szikla (en français : « rocher du lion ») est un petit rocher dolomitique situé dans le 2e arrondissement de Budapest. Peu visible de la vallée, il est accessible par un sentier forestier sur Kecske-hegy. Il tient son nom de sa forme féline. 